# Retinol

Retinols strukturformel (C_{20}H_{30}O)

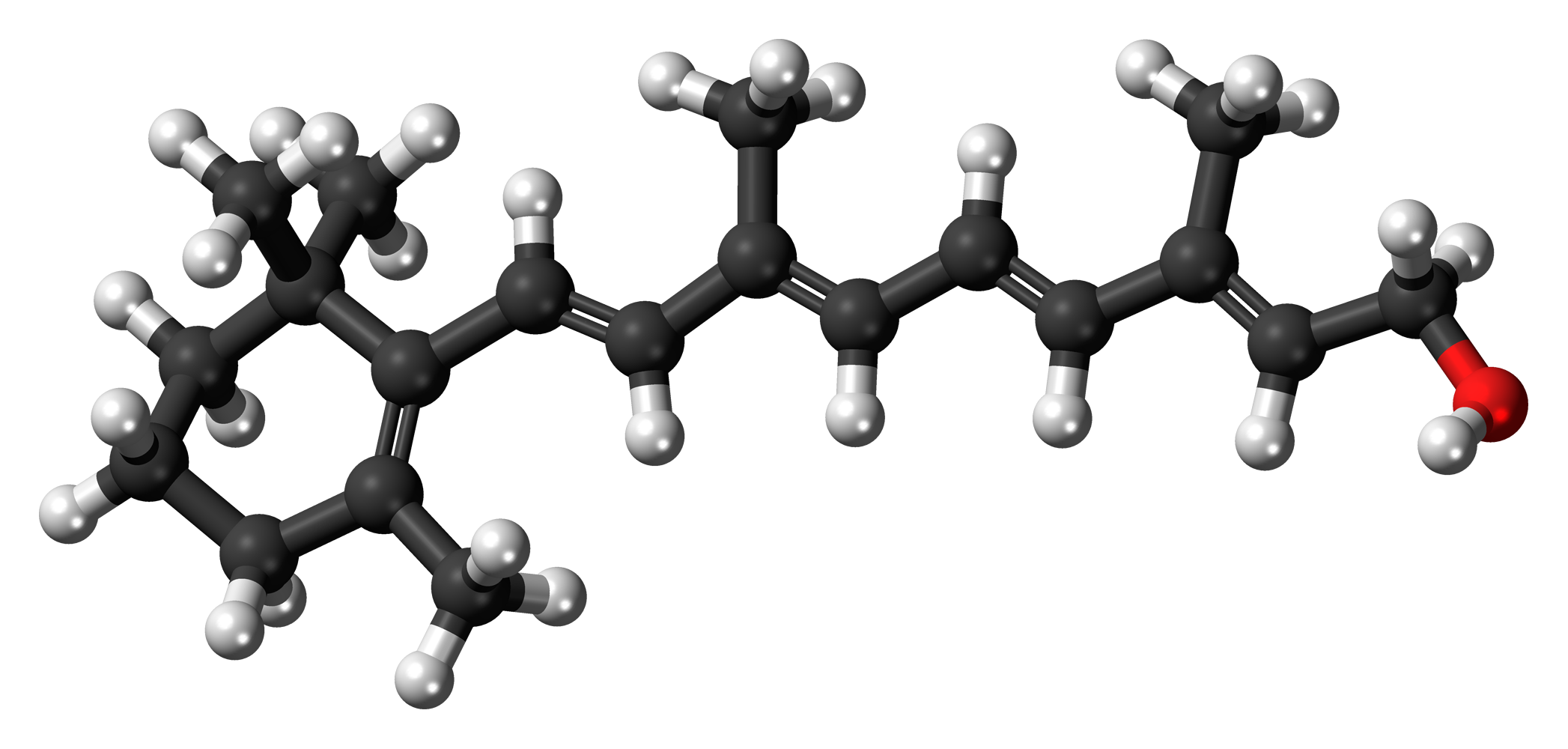
3D-modell av retinol

Retinol (från latinets retina, näthinna), även kallad A-vitamin, är en alkohol och ett vitamin. A-vitamin finns i animaliska produkter i form av retinol, men också i vissa växter som förstadium till A-vitamin i form av betakaroten.

## Funktion

### Syn
A-vitamin i formen retinal har en essentiell roll i ögats funktion och mörkerseende. Förändringar i retinals struktur som svar på ljus i stavar och tappar i näthinnan skickar nervsignaler till hjärnan. Lindrig brist på A-vitamin kan ge nattblindhet och allvarlig brist, vilket är ytterst ovanligt i Sverige men vanligare i u-länder, kan ge xeroftalmi och blindhet. A-vitaminbrist är den enskilt största orsaken till blindhet i världen.

### Immunsystemet
Allvarlig A-vitaminbrist ger ökad mottaglighet för infektioner.

### Hud
Brist på A-vitamin. har associerats med inflammationer i huden.

### Fosterutveckling
Brist på A-vitamin under graviditet kan ge skador hos fostret. För höga nivåer av A-vitamin som vid substitution eller läkemedelsanvändning är skadligt för fostret under graviditet.

## Bristtillstånd
I Sverige är A-vitaminbrist sällsynt. I andra delar av världen förekommer A-vitaminbrist.

## Överdos
Mer än 10 mg retinol per dag under en längre tid har gett symptom på överdos. Symptom på överdos ("hypervitaminos A") innefattar illamående, kräkning, retlighet, huvudvärk och trötthet. Övriga symptom kan vara dubbelseende, leverskador, skador på benvävnad, håravfall och fjällande hud. Benskörhet hos äldre kan kopplas till intag av höga doser A-vitamin, men resultaten överensstämmer inte i alla studier och det saknas konsensus för kopplingen.
Levern hos rovdjur, bland annat isbjörn, innehåller hälsovådliga mängder av A-vitamin.
Intag av karotenoider, som betakaroten, kan inte orsaka överdos av A-vitamin, eftersom upptaget av karotenoider avtar med ökat intag.

## Nutrition